# Tuxtla Chico
Tuxtla Chico är en kommunhuvudort i Mexiko.   Den ligger i kommunen Tuxtla Chico och delstaten Chiapas, i den sydöstra delen av landet, 900 km sydost om huvudstaden Mexico City. Tuxtla Chico ligger 321 meter över havet och antalet invånare är 7 287.
Terrängen runt Tuxtla Chico är kuperad norrut, men söderut är den platt. Terrängen runt Tuxtla Chico sluttar söderut. Runt Tuxtla Chico är det tätbefolkat, med 442 invånare per kvadratkilometer. Närmaste större samhälle är Tapachula, 10,4 km väster om Tuxtla Chico. Omgivningarna runt Tuxtla Chico är en mosaik av jordbruksmark och naturlig växtlighet.